# 紫毛兜兰
紫毛兜兰（学名：Paphiopedilum villosum）为兰科兜兰属下的一个种。